# Botanická zahrada města Paříže
Botanická zahrada města Paříže (francouzsky Jardin botanique de la ville de Paris) je botanická zahrada v Paříži, která je tvořena celkem čtyřmi zahradami o celkové rozloze 83 ha. Dvě z těchto zahrad se nacházejí v Bois de Boulogne v západní části Paříže. Jedná se o Jardin des serres d'Auteuil a o Parc de Bagatelle. Zbývající dvě se rozkládají v Bois de Vincennes na východě Paříže a jsou to Parc floral de Paris a Arboretum de l'école du Breuil. Botanická zahrada v dnešní podobě vznikla v roce 1998.
Jardin des plantes (doslovně Botanická zahrada) v 5. obvodu je pařížský park a botanická zahrada, která není součástí městské botanické zahrady, ale patří k Národnímu přírodovědeckému muzeu.